# روفوس سميث (لاعب كرة قاعدة)
روفوس سميث (بالإنجليزية: Rufus Smith)‏ هو لاعب كرة قاعدة أمريكي، ولد في 24 يناير 1905، وتوفي في 21 أغسطس 1984 في أيكن في الولايات المتحدة.

## وصلات خارجية
- روفوس سميث على موقعبيزبول رفرنس.كوم (الدوري الرئيسي) (الإنجليزية)